# 阿里斯蒂德·蓬塔纳尼
阿里斯蒂德·蓬塔纳尼（義大利語：Aristide Pontanani，？—？），意大利前男子击剑运动员。他曾代表意大利参加1912年夏季奥林匹克运动会击剑比赛男子个人佩剑项目。